# Coppa Italia 2016-2017 (pallanuoto femminile)
La Coppa Italia 2016-2017 è stata la sesta edizione del trofeo organizzato dalla FIN. Il trofeo è stato assegnato tramite una Final Six disputatasi a Ostia tra il 30 marzo e il 1º aprile 2017 ed è stato conquistato dal Plebiscito Padova, al suo secondo successo.
Il Bogliasco era la squadra campione in carica.

## Squadre partecipanti
- Plebiscito Padova
- Messina
- Bogliasco
- Rapallo
- Cosenza Nuoto

- Orizzonte CT

## Tabellone
|  | Quarti di finale | Quarti di finale | Quarti di finale |               |                   | Semifinali        | Semifinali        | Semifinali |  |  | Finale | Finale | Finale |  |
|  |                  |                  |                  |               |                   |                   |                   |            |  |  |        |        |        |  |
|  |                  |                  |                  |               |                   | Plebiscito Padova | Plebiscito Padova | 11         |  |  |        |        |        |  |
|  |                  |                  |                  |               |                   | Plebiscito Padova | Plebiscito Padova | 11         |  |  |        |        |        |  |
|  |                  |                  | Orizzonte CT     | Orizzonte CT  | 5                 |                   |                   |            |  |  |        |        |        |  |
|  | Bogliasco        | Bogliasco        | Orizzonte CT     | Orizzonte CT  | 5                 | 6                 |                   |            |  |  |        |        |        |  |
|  | Bogliasco        | Bogliasco        |                  |               |                   |                   |                   |            |  |  |        |        |        |  |
|  | Orizzonte CT     | Orizzonte CT     | 9                |               |                   |                   |                   |            |  |  |        |        |        |  |
|  | Orizzonte CT     | Orizzonte CT     | 9                |               | Plebiscito Padova | Plebiscito Padova | 14                |            |  |  |        |        |        |  |
|  |                  |                  |                  |               |                   |                   |                   |            |  |  |        |        |        |  |
|  |                  |                  | Messina          | Messina       | 5                 |                   |                   |            |  |  |        |        |        |  |
|  |                  |                  |                  | Messina       | 5                 |                   |                   |            |  |  |        |        |        |  |
|  |                  |                  |                  |               |                   |                   |                   |            |  |  |        |        |        |  |
|  |                  |                  |                  |               |                   |                   |                   |            |  |  |        |        |        |  |
|  |                  | Messina          | Messina          | 13            |                   |                   |                   |            |  |  |        |        |        |  |
|  |                  |                  |                  | 13            |                   |                   |                   |            |  |  |        |        |        |  |
|  |                  |                  | Cosenza Nuoto    | Cosenza Nuoto | 8                 |                   |                   |            |  |  |        |        |        |  |
|  | Rapallo          | Rapallo          | Cosenza Nuoto    | Cosenza Nuoto | 8                 | 5                 |                   |            |  |  |        |        |        |  |
|  | Rapallo          | Rapallo          |                  |               |                   |                   |                   |            |  |  |        |        |        |  |
|  | Cosenza Nuoto    | Cosenza Nuoto    | 7                |               |                   |                   |                   |            |  |  |        |        |        |  |

## Finali

### Finale 5º posto
| Ostia 31 marzo 2017 | Rapallo | 12 – 11 (2-3, 2-1, 1-3, 2-0) referto | Bogliasco | Polo Natatorio di Ostia |

### Finale 3º posto
| Ostia 1º aprile 2017 | Orizzonte CT | 11 – 4 (2-1, 4-2, 3-0, 2-1) referto | Cosenza Nuoto | Polo Natatorio di Ostia |

### Finale 1º posto
| Ostia 1º aprile 2017 | Plebiscito Padova | 14 – 5 (4-0, 4-2, 4-0, 2-3) referto | Messina | Polo Natatorio di Ostia |